# Oliver Oakes

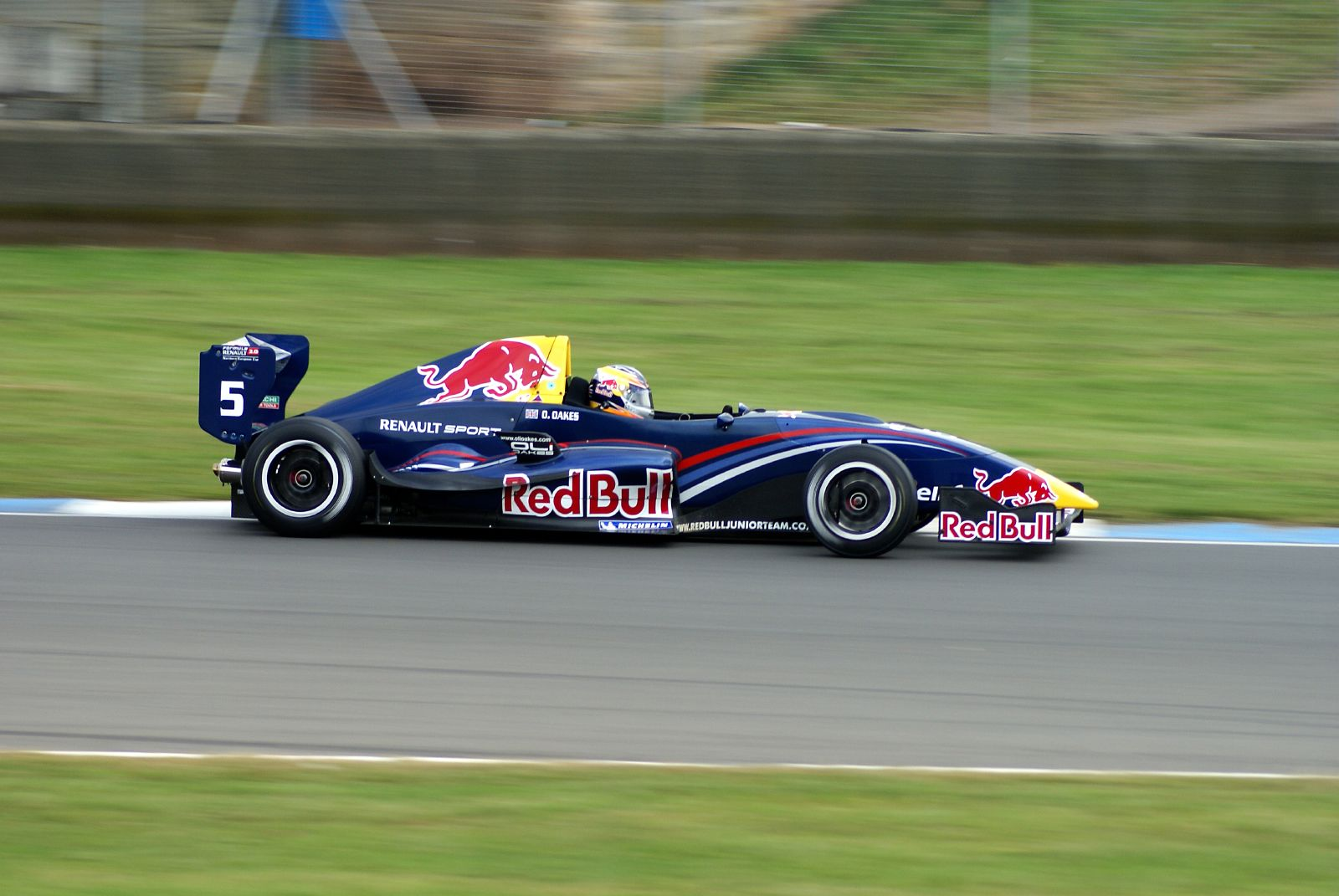
Oakes im Formel Renault 2.0 Eurocup 2007

Oliver Oakes (* 11. Januar 1988 in Norwich) ist ein ehemaliger britischer Automobilrennfahrer und heutiger Teamchef.

## Karriere
Oakes begann seine Motorsportkarriere 1995 im Kartsport, in dem er bis 2005 aktiv war. Unter anderem gewann er 2005 die Formel-A-Weltmeisterschaft. 2006 wechselte er in den Formelsport und trat in der britischen Formel BMW an. Mit einem Sieg belegte er am Saisonende den sechsten Gesamtrang. Außerdem startete er bei einigen Rennen in verschiedenen Formelserien. 2007 trat er sowohl in der nordeuropäischen Formel Renault, in der er den vierten Gesamtrang belegte, als auch im Formel Renault 2.0 Eurocup, den er als Zwölfter beendete, an. In der Saison 2007 wurde er als Mitglied des Red Bull Junior Teams von Red Bull gefördert.

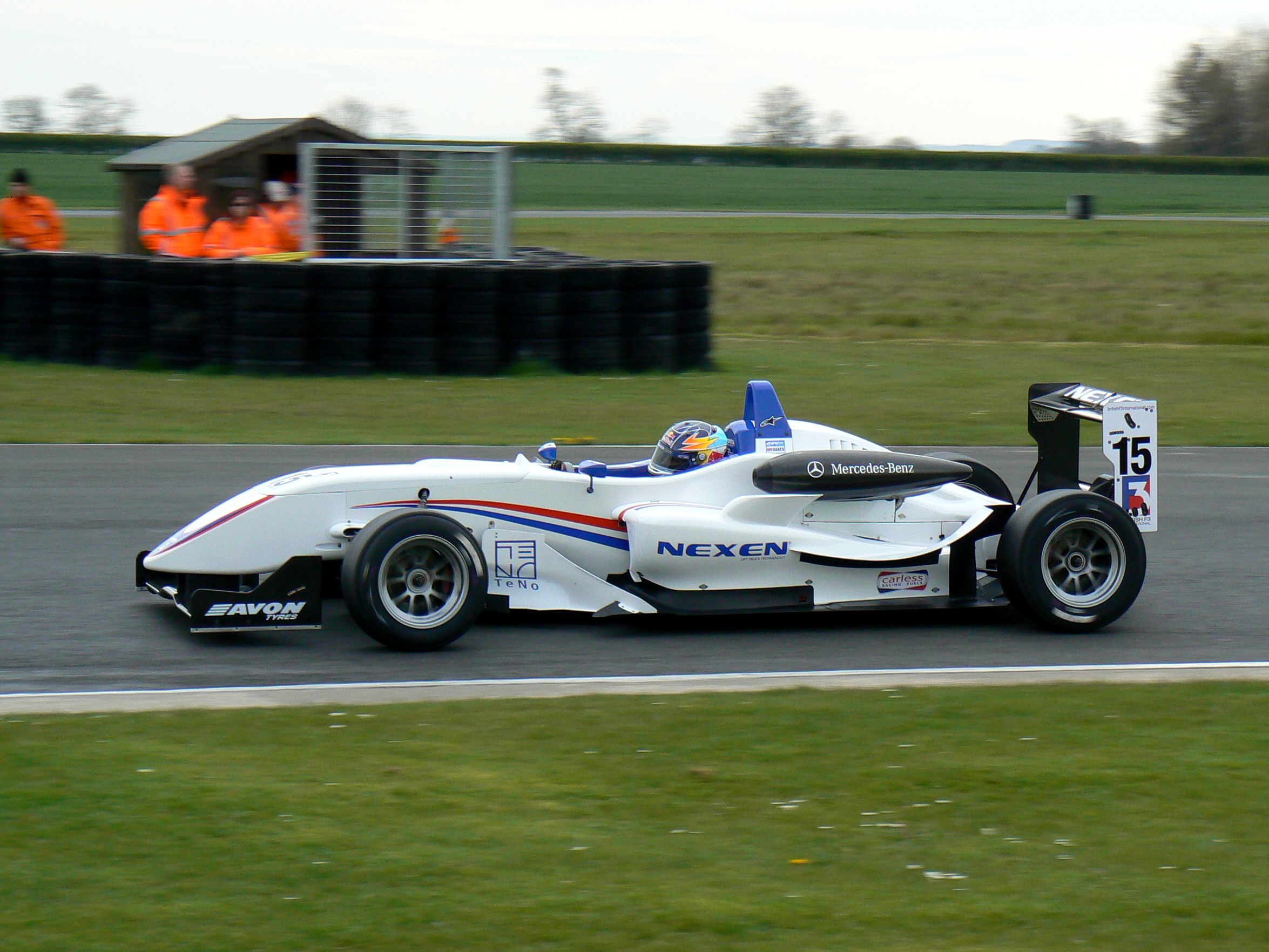
Oakes in der britischen Formel-3-Meisterschaft 2008

2008 erhielt Oakes kein Cockpit für eine komplette Saison und er startete bei einigen Rennen der britischen Formel-3-Meisterschaft, in der er den 19. Gesamtrang belegte, in der Formel-3-Euroserie und in der Internationalen Formel Master. 2009 begann er die Saison in der britischen Formel-3-Meisterschaft für Carlin Motorsport. Bereits nach zwei Rennwochenenden verließ er sein Team und belegte am Ende des Jahres, in dem er in keiner weiteren Rennserie angetreten war, den 18. Gesamtrang. 2010 trat Oakes für ATECH CRS GP in der neugegründeten GP3-Serie an und belegte den 28. Gesamtrang.
2011 gründete Oakes nach Beendigung seiner Motorsportkarriere das Team Oakes Racing, welches im Kartsport aktiv war. Für das Team starteten unter anderem Nikita Masepin, Callum Ilott, Marcus Armstrong oder Clément Novalak. 2015 gründete er das Team Hitech Grand Prix und übernahm die Rolle des Teamchefs. Das Team startete in mehreren Meisterschaften des Formelsports, wie zum Beispiel der FIA-Formel-2-Meisterschaft, der FIA-Formel-3-Meisterschaft oder der britischen Formel-4-Meisterschaft. Im Juli 2024 wurde er als Nachfolger von Bruno Famin als Teamchef des Alpine F1 Teams bekanntgegeben. Im Mai 2025 trat Oakes von seiner Tätigkeit als Teamchef zurück.

## Karrierestationen
- 1995–2005: Kartsport
- 2006: Britische Formel BMW (Platz 6)
- 2007: Nordeuropäische Formel Renault (Platz 4), Formel Renault 2.0 Eurocup (Platz 12)
- 2008: Britische Formel-3-Meisterschaft (Platz 19)
- 2009: Britische Formel-3-Meisterschaft (Platz 18)
- 2010: GP3-Serie (Platz 28)